# Rajinac
Rajinac (cyr. Рајинац) – wieś w Serbii, w okręgu rasińskim, w gminie Trstenik. W 2011 roku liczyła 136 mieszkańców.